# Hallescher FC
El Hallescher FC es un club de fútbol de la ciudad de Halle an der Saale, en Alemania, que militará, a partir de la temporada 2024-25, en la Regionalliga Nordost tras haber descendido.

## Historia
Fue fundado en el año 1900 en la ciudad de Halle an der Saale bajo el nombre de Hallescher Fussball-Club Wacker 1900.Desde 1910 hasta 1933, año en el que acabó el Campeonato de Alemania Central, se proclamó doce veces campeón de dicho título. Después de la Segunda Guerra Mundial, al igual que todos los equipos de Alemania, se disolvió y pasó a ser uno de los equipos que militaron en la DDR-Oberliga de la Alemania Oriental y desde la reunificación de Alemania ha sido una de las víctimas de los efectos económico y demográfico que ha traído el proceso, donde principalmente ha militado en las ligas amateur del país, mayoritariamente en la Regionalliga.

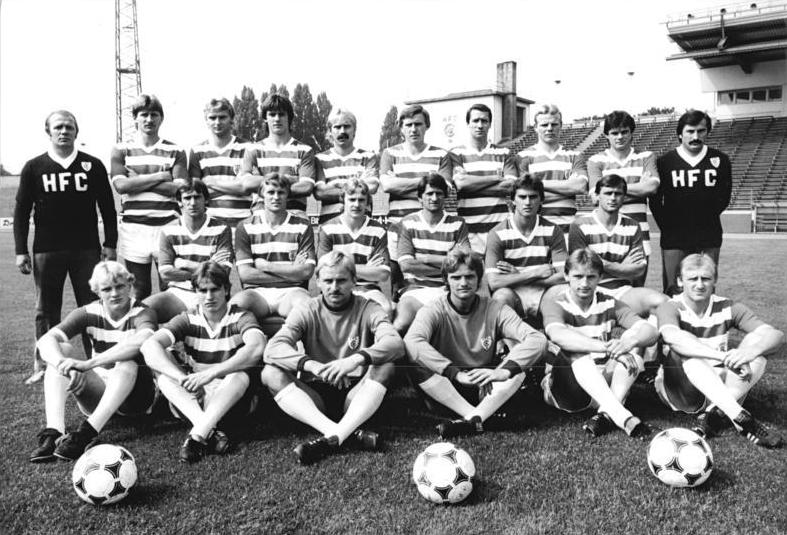
HFC Chemie equipo, Oberliga-Temporada 1983

Su origen viene del equipo SG Glaucha, equipo de la ocupación soviética en Alemania, fundado en el año 1946, un año después del final de la Segunda Guerra Mundial. El equipo, como la mayoría de los equipos de Alemania Oriental, cambió de nombre en varias ocasiones,debid a la separación de los departamentos de fútbol de los equipos alrededor de Alemania Oriental, los cuales han sido:
- 1900: Hallescher Fußball-Club Wacker
- 1948: SG FreiiMEDelde Halle
- 1953: BSG Turbine Halle
- 1957: SC Chemie Halle-Leuna
- 1958: SC Chemie Halle
- 1966: FC Chemie Halle

Con la reunificación de Alemania en 1990, el equipo comenzó en la 2. Bundesliga, la segunda liga de fútbol en importancia en Alemania con el nombre Hallescher FC, terminando en la penúltima posición en la temporada 1991/92, comenzando la debacle hasta el punto en que terminaron en algún momento jugando en la Verbandsliga Sachsen-Anhalt, la quinta liga en importancia en el país. Fueron campeones de la DDR Liga en 2 ocasiones, 2 títulos de Copa, y otros títulos menores.
A nivel internacional ha participado en 3 torneos continentales, donde nunca ha podido superar la Primera Ronda.

## Palmarés
- Oberliga: 1

2008
- Regionalliga: 1

2012

## Participación en competiciones de la UEFA
- Copa UEFA: 2 apariciones

1972 - Primera Ronda
1992 - Primera Ronda
- Recopa de Europa de Fútbol: 1 aparición

1963 - Primera Ronda

## Jugadores del Hallescher FC

### Jugadores destacados
| - Jens Adler - Bernd Bransch - Erich Haase - Günter Imhof | - Erhard Mosert - Frank Pastor - Werner Peter - Dieter Strozniak | - Klaus Urbanczyk - Horst Walter - Dariusz Wosz |